# Ачеренца, Доменико
Доменико Ачеренца (итал. Domenico Acerenza; род. 19 января 1995, Потенца, Италия) — итальянский пловец, чемпион мира 2023 года, трёхкратный чемпион Европы. Участник летних Олимпийских игр 2020 года. Специализируется в плавании на открытой воде.

## Биография
Доменико Ачеренца родился 19 января 1995 года в городе Потенца, в Италии.
На чемпионате мира в 2019 году в Кванджу он завоевал серебряную медаль в составе итальянской четвёрки в командном заплыве.
На континентальном чемпионате 2020 года, который состоялся в Будапеште, Доменико стал чемпионом Европы в командном заплыве на открытой воде, а также завоевал бронзовую медаль на дистанции 1500 метров вольным стилем.
На Олимпийских играх 2020 года в Токио он принимал участие в заплыве на 1500 метров вольным стилем в бассейне и занял итоговое 9-е место, не пробившись в финал А.
На чемпионате мира 2022 года в Будапеште в рамках соревнований на открытой воде Ачеренца стал бронзовым призёром в эстафете 4х1,5 км и занял второе место на дистанции 10 км на открытой воде. На чемпионате Европы в Риме, который состоялся чуть менее месяца спустя, он быстрее всех преодолел 10-километровую дистанцию, а также одержал победу в составе итальянской четвёрки в смешанной эстафете на открытой воде.
На чемпионате планеты 2023 года в японской Фукуоке он завоевал золотую медаль в эстафете, а также стал бронзовым призёром на дистанции 5 километров.
В 2024 году в Дохе, на чемпионате мира, стал бронзовым призёром на дистанции 5 километров.